# Niceia (Ilíria)
Niceia (em grego: Νίκαια; romaniz.: Níkaia; em latim: Nicaea) foi uma cidade grega antiga localizada na região sul da Ilíria (atual Albânia), a 1500 metros ao sul de Búlis, provavelmente as ruínas descobertas próximo a vila albanesa de Clos. Seu plano assemelhou-se a de outra cidade grega, Amância, e devido suas grandes dimensões não poderia ter sido um kome; segundo Estêvão de Bizâncio era uma pólis. As primeiras menções escritas a Niceia, datadas de meados do século IV a.C., revelam a presença de instituições e o culto aos deuses. A coleção de nomes encontrada ali é grega (Alexandre, Andrisco, Arquelau, Cebas, Maceta, Macatas, Nicanor, Peucolau, Falacro, Filotas, Drímaco e Alexomas), com poucos nomes ilírios.
Pelos séculos V-IV a.C., Niceia tinha fortificações muradas e desde o século III a.C. fez parte, ao lado de Búlis, da liga da tribo ilíria dos biliões. A liga restringia-se a estas cidades, com Búlis considerando Niceia como um de seus demos. Uma inscrição helenística registra um estratego epônimo (em grego: Στρατηγός επώνυμος; romaniz.: strategós epónymos) dessa liga, que não é referida nas fontes como um ethnos.